# Hans Giese
Hans-Ernst Friedrich Giese (* 26. Juni 1920 in Frankfurt am Main; † 21. Juli oder 22. Juli 1970 (aufgefunden) bei Saint-Paul-de-Vence, Frankreich) war ein deutscher Mediziner und Sexualforscher. Laut Volkmar Sigusch war Giese „der einflussreichste Sexualwissenschaftler der Adenauer-Zeit“.

## Leben
Hans Giese war Sohn des Staats- und Kirchenrechtlers Friedrich Giese und von Annemarie Giese, geborene Campe (1882–1958). Er studierte Medizin, Philosophie und Germanistik in Freiburg im Breisgau. Seine Studien schloss er 1943 mit der Promotion zum Dr. phil. bei Franz Schultz ab (Dissertation Das Polaritätsprinzip in Goethes Dichtung) ab. Am 1. Dezember 1941 beantragte er die Aufnahme in die NSDAP und wurde zum 1. Januar 1942 aufgenommen (Mitgliedsnummer 8.827.588). Er hörte die Vorlesungen von Martin Heidegger und hielt, von dessen Gedanken angeregt, am 28. Januar 1944 einen Vortrag zum Thema Untersuchungen zum Wesen der Begegnung, der heute als literarischer Markstein der Emanzipation der Homosexuellen gilt. Darin unternahm er einen Versuch, eine systemkonforme, männerbündische Theorie der Homosexualität (Bernd-Ulrich Hergemöller) zu entwerfen.
1946 promovierte er zusätzlich in Medizin bei Werner Villinger (Dissertation Die Formen männlicher Homosexualität – Untersuchungen an 130 Beispielen). Er gründete im April 1949 das Institut für Sexualforschung in Kronberg im Taunus, musste aber das Institut nach Protesten der Nachbarn, die am Türschild Anstoß genommen hatten, bald darauf in die elterliche Wohnung nach Frankfurt verlegen. Im Oktober 1949 beteiligte er sich in Zusammenarbeit mit Kurt Hiller an der Neugründung des Wissenschaftlich-Humanitären Komitees. Mit Hiller überwarf er sich allerdings schon bald. Die Universität Frankfurt lehnte seinen Antrag auf Habilitation mit Hinweis auf seine offen vertretene Homosexualität ab.
1950 organisierte Giese die erste sexualwissenschaftliche Tagung in Deutschland nach dem Ende des Nationalsozialismus. Eröffnet wurde die Tagung vom Berliner Anatomen Hermann Stieve. Im Rahmen dieser Tagung gründete Giese zudem die Deutsche Gesellschaft für Sexualforschung, zu deren erstem Präsidenten der Hamburger Psychiater Hans Bürger-Prinz gewählt wurde. Im gleichen Jahr gründete er eine Zeitschrift für Sexualforschung, die allerdings nur kurzlebig war. Von 1952 an gab er dann zusammen mit Bürger-Prinz die Beiträge zur Sexualforschung heraus, die bis heute erscheinen und inzwischen zur umfangreichsten sexualwissenschaftliche Fachbuchreihe der Welt angewachsen sind (108 Bände, Stand 2021).
Im Jahr 1957 war er wissenschaftlicher Berater für den Spielfilm Das Dritte Geschlecht des Regisseurs Veit Harlan, der im Dritten Reich antisemitische Propagandafilme gedreht hatte. In einem Vorfilm, der in einigen Städten gezeigt wurde, führten Giese und Harlan ein Gespräch über Homosexualität. Giese beabsichtigte, eine Debatte über den seit dem deutschen Kaiserreich geltenden § 175 anzustoßen, mit der zentralen Aussage: „Homosexuelle sind anders, aber keine Kriminellen“. Harlan war zwar in mehreren Spruchkammerverfahren als „entlastet“ erkannt worden, wurde aber von seinen Gegnern weiterhin heftig bekämpft. Der Film in der ursprünglichen Version wurde in Deutschland von der Freiwilligen Selbstkontrolle der Filmwirtschaft verboten. Der um seine Investitionen besorgte Filmverleih ließ Szenen nachdrehen und schnitt ihn um, wobei die Tendenz angeblich verändert wurde. Als Anders als du und ich (§ 175) kam er doch noch in die Kinos.
Giese ging 1958 nach Hamburg, wo er sich mit der im Jahr zuvor erschienenen Schrift Der homosexuelle Mann in der Welt bei Hans Bürger-Prinz doch noch habilitieren konnte und im Jahr 1965 außerplanmäßiger Professor wurde. Sein Institut für Sexualforschung wurde 1959 nach Hamburg verlegt und an in die Universitätsklinik Hamburg-Eppendorf integriert, ohne jedoch eine universitäre Finanzierung oder personelle Unterstützung zu erhalten.
Giese sympathisierte mit dem libertären Zweig der APO. Für den Rowohlt-Verlag gab er ab 1968 die Taschenbuchreihe rororo sexologie heraus. Neben seiner akademischen Arbeit war Giese in den Medien präsent und als Gutachter vor Gericht gefragt. Kurz vor seinem Tod hatte das Düsseldorfer Landgericht beschlossen, Giese als Gutachter im zweiten Prozess gegen Jürgen Bartsch zu berufen.
Um 1950 hatte er seinen Lebensgefährten August „Gustl“ Engert kennengelernt, mit dem er bis zu dessen Tod 1969 zusammenlebte. Giese verunglückte im Juli 1970 während einer Bergwanderung an der Côte d’Azur tödlich, wenige Tage nach seinem 50. Geburtstag. Zuvor war es zu einem Streit mit seinem damaligen Partner, dem Schauspieler Klaus Hartmann gekommen. Hartmann reiste ab und Giese ging in die Berge, wo er abstürzte. Erst wenige Wochen zuvor hatte der Senat der Hamburger Universität die Einrichtung einer sexualwissenschaftlichen Abteilung gebilligt, deren Direktor Giese werden sollte, ein von ihm lange verfolgtes Ziel, womit die prekäre Existenz des Instituts für Sexualforschung ein Ende gefunden hätte.

## Bibliographie (Auswahl)
- Der homosexuelle Mann in der Welt. Enke, Stuttgart 1958. 2., überarb. Aufl. 1964.
- bearbeitet zusammen mit Viktor Emil von Gebsattel: Psychopathologie der Sexualität. Enke, Stuttgart 1962.
- mit Gunter Schmidt: Studenten-Sexualität. Verhalten und Einstellung. Eine Umfrage an 12 westdeutschen Universitäten. Rowohlt, Reinbek 1968.

als Herausgeber:
- mit Hans Bürger-Prinz: Beiträge zur Sexualforschung. Bde. 1–146. Enke, Stuttgart 1952ff.
- Wörterbuch der Sexualwissenschaft. Instituts-Verlag, Bonn 1952.
- mit A. Willy: Mensch, Geschlecht, Gesellschaft. Das Geschlechtsleben unserer Zeit gemeinverständlich dargestellt. Günter Zühlsdorf, Frankfurt am Main 1954.
- Die Sexualität des Menschen. Handbuch der medizinischen Sexualforschung. 1955. 2., erweiterte Auflage Enke, Stuttgart 1971, ISBN 3-432-01713-8.
- Geschlechtsleben und Gesellschaft : Beiträge zur Sexualpädagogik. 8 Bde. Enke, Stuttgart 1955–1957.
- mit Fritz Bauer und Hans Bürger-Prinz: Sexualität und Verbrechen : Beiträge zur Strafrechtsreform. Fischer Taschenbuch, Frankfurt a. Main 1963.
- Die sexuelle Perversion. Akademische Verlagsgesellschaft, Frankfurt am Main 1967.
- mit Gunter Schmidt: Reihe rororo sexologie. 31 Bände. Rowohlt Taschenbuch, 1968–1975 (nach dem Tod Gieses von Bernd Nitzschke redigiert).